# Alicante borvidék

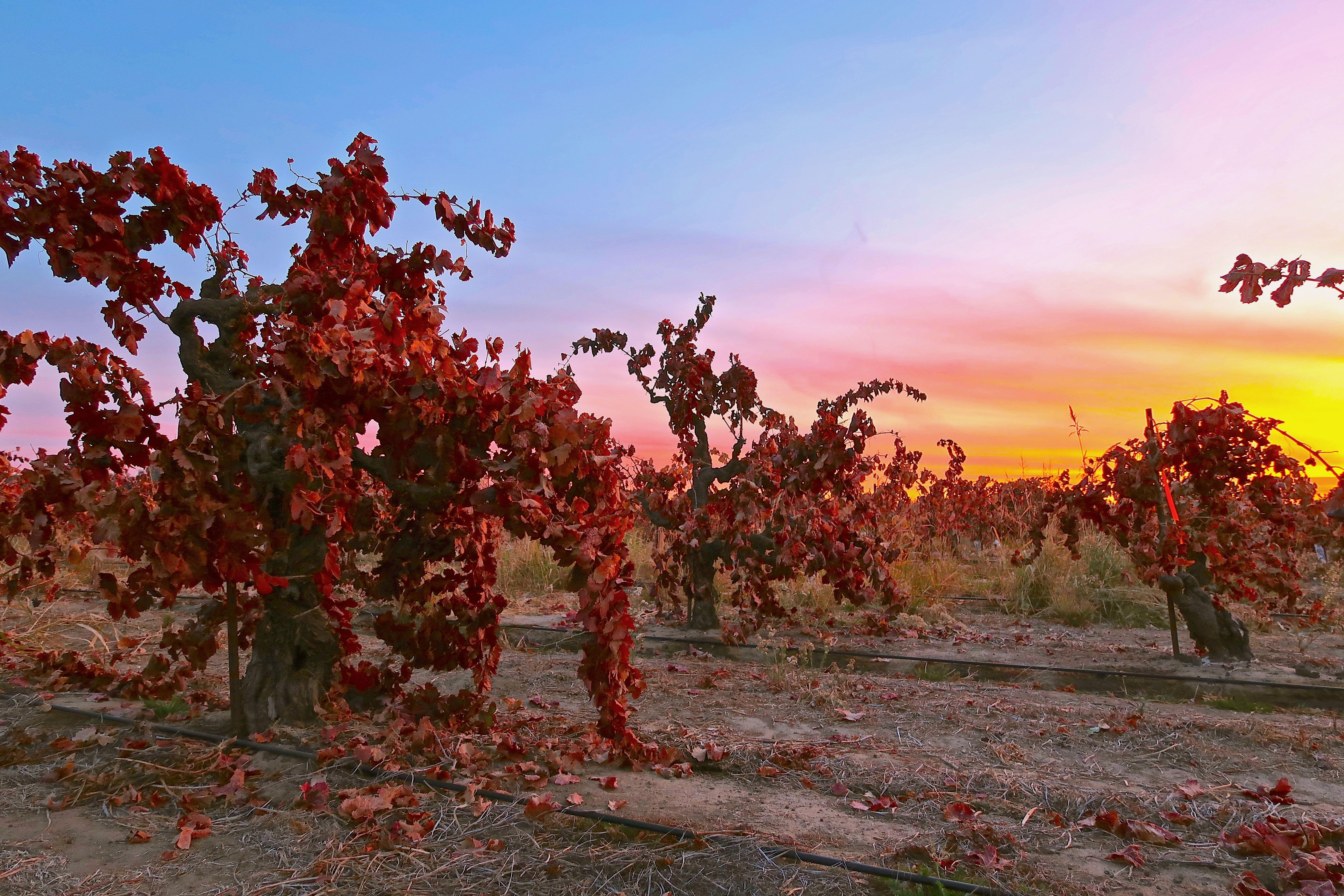
Az 1909-ben indul Rauser szőlészt carignan és Alicante Bouschet fajtákkal

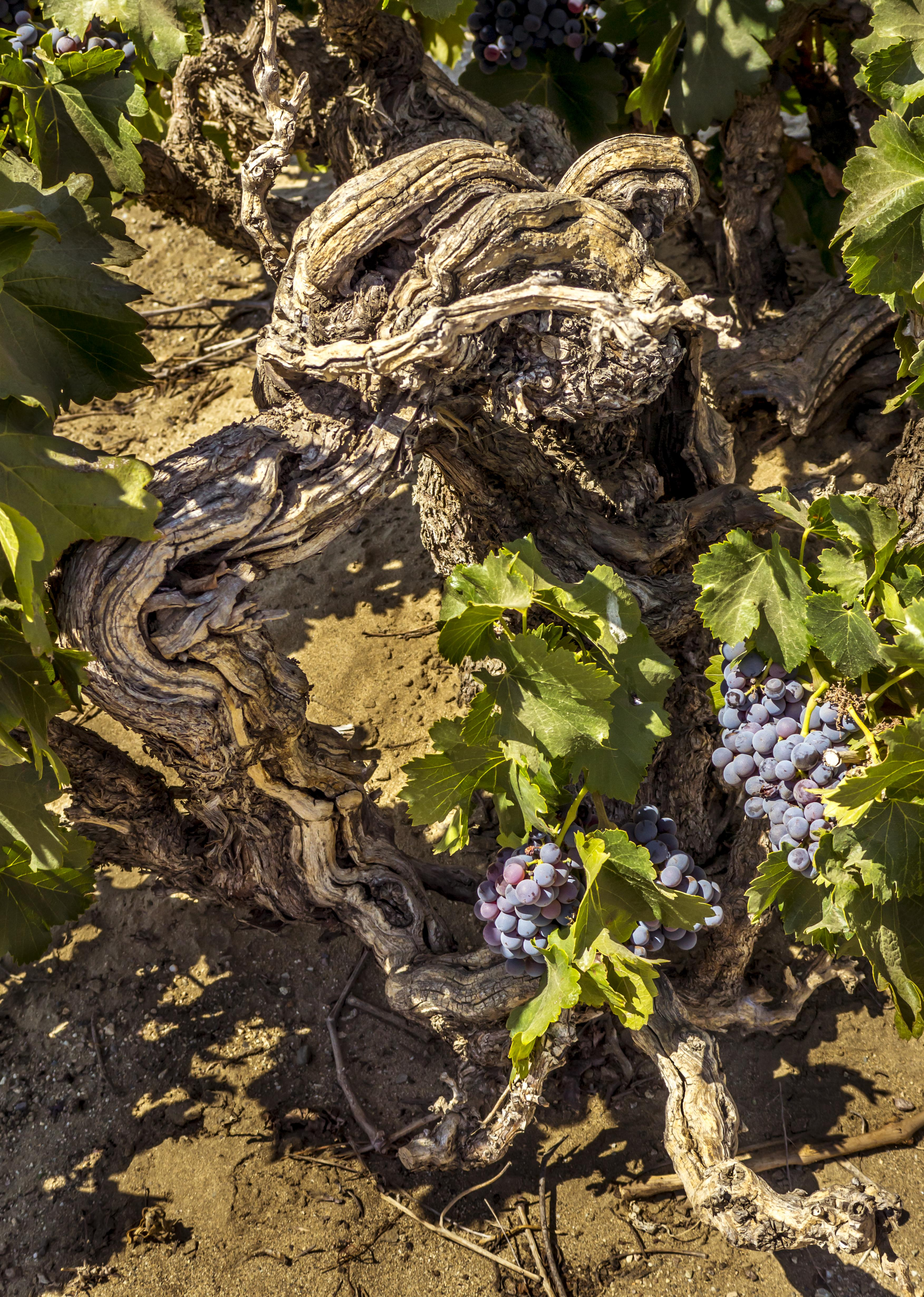
Idős Alicante Bouschet tőke

Az Alicante borvidék az andalúz borrégió egyik borvidéke Spanyolországban. Hagyományos desszertbora a fondillon.. A DO Alicante Regulatory Council szerint Andalúzia autonóm közösségben, a Vinalopo folyó két oldalán található. A 14 613 hektár szőlőültetvényen 44 pincészet működik.

## Története, szőlőfajtái
Területén a borászat az első görög települések óta jelen van. Hozzájárultak a föníciaiak, a rómaiak, és a keresztények is, csak az arab megszállás vetette vissza átmenetileg. A több ezer éven át nemesített szőlőket és borokat DO eredetmegjelölés védi. 1510-ben katolikus Ferdinánd király megtiltotta a más területekről származó borok terjesztését. Abban az időben nagy hozamú bortermelők Orihuela, Jijona, Monforte és Novelda voltak.
A borvidéket 1957-ben hozták létre a mainál kisebb területen. Jelenleg mintegy 9200 hektáron terem itt borszőlő.
A borvidék két nagyobb részre osztható:
- A nagyobb, szárazföldi rész (Vidigueria alrégió)[3] a Vinalopo folyóról kapta nevét, és a Yecla borvidékkel határos. A éghajlata száraz kontinentális, kevés csapadékkal és forró nyarakkal, a partmenti zónánál hidegebb telekkel.[1]
- A tengerparti és ezért La Marinának nevezett zóna Denia és Calpe városok között húzódik. 1987-ben csatolták a borvidékhez. Éghajlata mediterrán, párás és meleg.[1]

## Szőlőfajtái, borai
A borvidék létrehozásakor még csak 4 szőlőfajtát engedélyeztek  (monastrell. További fajták: alicante bouschet, bobal és alexandriai muskotály (moscatel de alejandria). Időközben fontossá vélt a garnacha és a bobal is. A nemzetközi fajták terjedése sem hagyta érintetlenül a borvidéket: chardonnay, sauvignon blanc, cabernet sauvignon, syrah, merlot, petit verdot is terem itt.
- Szárazföldi (belső) részén főleg vörösborokat készítenek. A legfontosabb fajta a monastrell, amiből egyaránt készítenek borokat önállóan vagy más, hagyományos spanyol (ritkábban nemzetközi) szőlőkkel házasítva. Erről a vidékről ered fondillon, amely a 21. században reneszánszát éli. A tőkéről túlérésben szedett monastrell szőlőből erősítés nélkül, hosszú hordós érleléssel készül a nagy alkoholtartalmú, édes desszertbor.[1] Ritka, vörös héjú és vörös húsú fajta az Alicante bouschet[4] (Alicante Henri Bouschet), amit 1866-ban hozott létre Henri Bouschet a Petit Bouschet és a Grenache fajta  keresztezésével. Könnyen termeszthető és rendkívül ellenálló fajta , emiatt a filoxéra pusztítása után tömegesen telepítették Franciaországban, kiváltképpen Languedoc-Roussillon és Provence régiókban . Rendkívül mély vörös színe miatt a leggyakrabban világos vörösborokkal házasítják.

Néhány pincészet, kereskedő foglalkozik csak Magyarországon innen származó borok árusításával.
- A La Marina zónában főleg  legfontosabb fajtája a muskotály (moscatel), amelyből száraz és édes borokat egyaránt készítenek. A legelterjedtebb fehér szőlő az alexandriai muskotály, de említést érdemel a környéken honos merseguera és, a malvázia (malvasia) is.[1]

## Borok
Az alicantei borokat számos nemzeti és nemzetközi díjjal tüntették ki, a borszakértők nagyra értékelik őket.